# Nicolás de Grecia (1872-1938)
Nicolás de Grecia (en griego Πρίγκιπας Νικόλαος της Ελλάδας), príncipe de Grecia y de Dinamarca, nació el 22 de enero de 1872 y falleció el 8 de febrero de 1938. Miembro de las familias reales helena y danesa.

## Familia
El príncipe Nicolás es el tercero de los cuatro hijos varones del rey Jorge I de Grecia (1845-1913) y su esposa la gran duquesa Olga Konstantínova Románova, reina de Grecia (1851-1926). Por línea paterna es nieto de Cristián IX de Dinamarca (1818-1906) mientras que por línea materna es biznieto del zar Nicolás I de Rusia (1796-1855).
El 29 de agosto de 1902 Nicolás de Grecia contrajo matrimonio, en Tsárskoye Seló, con la gran duquesa Elena Vladímirovna de Rusia (1882-1957) hija del gran duque Vladimir Alexandrovich de Rusia (1847-1909) y de la gran duquesa María de Mecklemburgo-Schwerin (María Pavlovna) (1854-1920). Por línea paterna Elena es nieta del zar Alejandro II de Rusia (1818-1881) y por línea materna lo es del gran duque Federico Francisco II de Mecklemburgo-Schwerin (1823-1883)
De esta unión nacieron tres hijas:
- Olga, princesa de Grecia y Dinamarca (1903-1997), casada con el príncipe Pablo de Yugoslavia (1893-1976).
- Isabel, princesa de Grecia y Dinamarca, (1904-1955) casada con el conde Carlos Teodoro de Toerring-Jettenbach (1900-1967).
- Marina (1906-1968), casada con el príncipe Jorge, duque de Kent (1902-1942).

Olga, Isabel y Marina de Grecia estaban consideradas como las princesas más bellas de su época. Entre sus sobrinos eran conocidas como “las tías Fabergé”, de quien eran asiduas clientas.

## Biografía
De origen alemán, a la familia del príncipe Nicolás le unen estrechos lazos de parentesco con la mayoría de las casas reales de Europa. Durante su infancia y juventud Nicolás pasó los veranos entre Aix-les-Bains y Dinamarca, donde se reunía con sus primos de las otras cortes europeas entre los que era conocido como « Greek Nicky » (Nicky el griego) para diferenciarlo de su primo, el futuro emperador Nicolás II de Rusia.
Como todos sus hermanos varones, Nicolás comenzó muy joven la carrera militar ingresando en la escuela Evelpídon de Peiraiás. En 1908, junto con sus hermanos, se vio obligado a abandonar sus funciones militares a causa de las presiones organizadas por la Stratiotikós Sýndesmos, una liga nacionalista que se desarrolló durante el reinado de su padre.
Con sus hermanos Constantino y Jorge, el príncipe Nicolás participó activamente en la organización de los Juegos Olímpicos de 1896, los primeros juegos de la era moderna, que se celebraron en Atenas. Durante los juegos el príncipe fue presidente del subcomité de las pruebas de tiro. 
En 1913 el rey Geórgios I fue asesinado en Tesalónica. Después del regicidio el príncipe Nicolás declaró que la muerte de su padre había sido orquestada por los servicios secretos alemanes. Estas declaraciones provocaron una fuerte polémica ya que la nueva reina, Sofía de Prusia, era hermana del Emperador alemán, Guillermo II. 
En 1917, el príncipe y su familia abandonan Grecia a raíz de la abdicación del rey Constantino I provocada por su primer ministro Elefthérios Venizélos y los Aliados. Nicolás y Elena se instalan primeramente en Suiza y más tarde en París, donde el príncipe trabajará como profesor de diseño y pintura para poder sacar adelante a su familia ya que el exilio de Grecia y la Revolución Rusa habían arruinado a la pareja. Cabe decir que el príncipe Nicolás fue un pintor de bastante talento que, a menudo, firmaba sus obras con el pseudónimo francés de «Nicolas Leprince».

## Títulos y tratamientos
| ● 22 de enero de 1872-8 de febrero de 1938: | Su alteza real el príncipe Nicolás de Grecia y Dinamarca |

## Distinciones honoríficas
- Caballero de la Orden del Elefante (Reino de Dinamarca, 07/09/1890).
- Caballero gran cruz con distintivo blanco de la Orden del Mérito Naval (Reino de España, 27/01/1892).[1]
- Caballero gran cruz honorario de la Real Orden Victoriana [GCVO] (Reino Unido, 16/08/1901).[2]
- Caballero del Collar de la Orden de Carlos III (Reino de España, 15/05/1902).[3]
- Caballero de la Suprema Orden de la Santísima Anunciación (Reino de Italia, 1907).
- Caballero gran cruz de la Orden de los Santos Mauricio y Lázaro (Reino de Italia, 1907).
- Caballero gran cruz de la Orden de la Corona de Italia (Reino de Italia, 1907).